# باتونجتارن شيناواترا
باتونجتارن شيناواترا (بالتايلندية: แพทองธาร ชินวัตร) (من مواليد 21 أغسطس 1986)، هي سياسية وامرأة أعمال تايلاندية تشغل منصب رئيس وزراء تايلاند منذ عام 2024 وزعيمة حزب فيو تاي منذ عام 2023. وهي عضو في عائلة شيناواترا السياسية، وهي الابنة الصغرى لتاكسين (رئيس الوزراء من عام 2001 إلى عام 2006) وابنة أخت ينغلاك (رئيسة الوزراء من عام 2011 إلى عام 2014). وهي أصغر رئيس وزراء في تاريخ تايلاند وثاني امرأة تشغل هذا المنصب.

## الحياة المبكرة والتعليمية
ولدت باتونجتارن في 21 أغسطس 1986 في العاصمة بانكوك، أُطلق عليها لقب أونج إنج (بالتايلندية: อุ๊งอิ๊ง). التحقت بمدرسة دير القديس يوسف للمدرسة الإعدادية ومدرسة ماتر دي للمدرسة الثانوية. تخرجت ببرنامج بكالوريوس الآداب في العلوم السياسية مع التركيز على علم الاجتماع والأنثروبولوجيا من كلية العلوم السياسية بجامعة شولالونجكورن، في عام 2008 وواصلت دراستها في إنجلترا، وحصلت على درجة الماجستير في إدارة الفنادق الدولية من جامعة سري.

## الحياة الشخصية
باتونجتارن متزوجة من بيتاكا سوكساوات، وهو رجل أعمال تايلاندي، يشغل حاليًا منصب نائب الرئيس التنفيذي للاستثمار في شركة Rende Development Co., Ltd.، وعضو مجلس إدارة مؤسسة Thaicom. لدى بيتاك وبيثونجتارن ابنة واحدة، ثيتارا سوكساوات، ولدت في 10 يناير 2021، وابن واحد، فروتاسين سوكساوات، الذي ولد في 1 مايو 2023، قبل الانتخابات العامة في نفس الشهر.

## الحياة العملية
باتونجتارن هي أكبر المساهمين في شركة SC Asset Corporation ومديرة في مؤسسة Thaicom. اعتبارًا من عام 2022، لديها إجمالي 21 شركة تقدر قيمتها بحوالي 68 مليار بات (حوالي 2 مليار دولار أمريكي). 